# Marquesado de Ayamonte
El marquesado de Ayamonte es un título nobiliario español creado en 1521 por el rey Carlos I de España a favor de Francisco de Zúñiga y Pérez de Guzmán, II conde de Ayamonte, hijo del I conde de Ayamonte, por elevación del condado en marquesado.

## Casa de Ayamonte
La Casa de Ayamonte es una casa nobiliaria española originaria de la Corona de Castilla. Su nombre proviene del municipio andaluz de Ayamonte, históricamente situado en el reino de Sevilla, actualmente en la provincia de Huelva.
El origen de la casa fue el señorío de Ayamonte, Lepe y La Redondela, que perteneció al mayorazgo del señorío de Sanlúcar de Barrameda y luego a la casa de Medina Sidonia y que tras ser adjudicado a una rama secundaria y volver luego pasó a una rama menor. En 1287, el rey Sancho IV de Castilla, vendió la villa de Ayamonte así como los lugares de Lepe y La Redondela a María Alonso Coronel, la esposa de Guzmán el Bueno. Conformado territorialmente por los términos municipales de la Costa Occidental de Huelva menos Cartaya: Ayamonte, San Silvestre de Guzmán, Villablanca, Isla Cristina y Lepe, pertenecientes a la provincia de Huelva.

Mapa del Reino de Sevilla (1750-1754), según las Respuestas Generales del Catastro de Ensenada. En naranja los estados de la casa de Ayamonte, en dicho Reino

## Señores de Ayamonte, Lepe y La Redondela
- Alonso Pérez de Guzmán el Bueno (1256-1309) y María Alonso Coronel. I señores de Ayamonte, Lepe y La Redondela[3] En 1287, el rey Sancho IV de Castilla, vendió la villa de Ayamonte, junto con Lepe y La Redondela, a María Alonso Coronel.[2] «Desde entonces, la villa ayamontina dejó de ser tierra de realengo y dominio santiagueño para convertirse en villa señorial como dominio jurisdiccional durante un siglo de los Guzmanes, en alianza posterior con los Zúñiga o Stúñiga».[2]
- Juan Alonso Pérez de Guzmán (m. 1351), II señor de Ayamonte, Lepe y La Redondela.[3]
- Alonso Pérez de Guzmán (m. 1365), III señor de Ayamonte, Lepe y La Redondela.[3]
- Juan Alonso Pérez de Guzmán, IV señor de Ayamonte, Lepe y La Redondela,[3] IV señor de Sanlúcar, I conde de Niebla.
- Alfonso Pérez de Guzmán, V señor de Ayamonte, Lepe y La Redondela (desposeído por su sobrino, que sigue)[3]
- Juan Alonso Pérez de Guzmán y Suárez de Figueroa (m. 1468), VI señor de Ayamonte, Lepe y La Redondela, III conde de Niebla y I duque de Medina Sidonia.[3] Recuperó para el mayorazgo de la Casa de Ayamonte, Lepe y La Redondela, lugares que habían sido desgajados del mismo en 5 de octubre de 1396
- Teresa Pérez de Guzmán y Guzmán, VII señora de Ayamonte, Lepe y La Redondela[3] Lepe y La Redondela, hija natural del VI señor de Ayamonte, casada con Pedro de Zúñiga y Manrique de Lara, I conde de Ayamonte, IX señor de Gibraleón, II conde de Bañares

## Condado de Ayamonte
El condado de Ayamonte es el título nobiliario español creado en fecha desconocida de 1475 por la reina Isabel I de Castilla a favor de Pedro de Zúñiga y Manrique de Lara, IX señor de Gibraleón y II conde de Bañares, VII señor consorte de Ayamonte, Lepe y La Redondela, quién era hijo de Álvaro de Zúñiga y Guzmán, III señor y I duque de Béjar, I duque de Arévalo, II conde y I duque de Plasencia, I conde de Bañares, VIII señor de Gibraleón, etc, y de su primera esposa Leonor Manrique de Lara. Era casado con Teresa Pérez de Guzmán y Guzmán, VII señora de Ayamonte, Lepe y La Redondela.

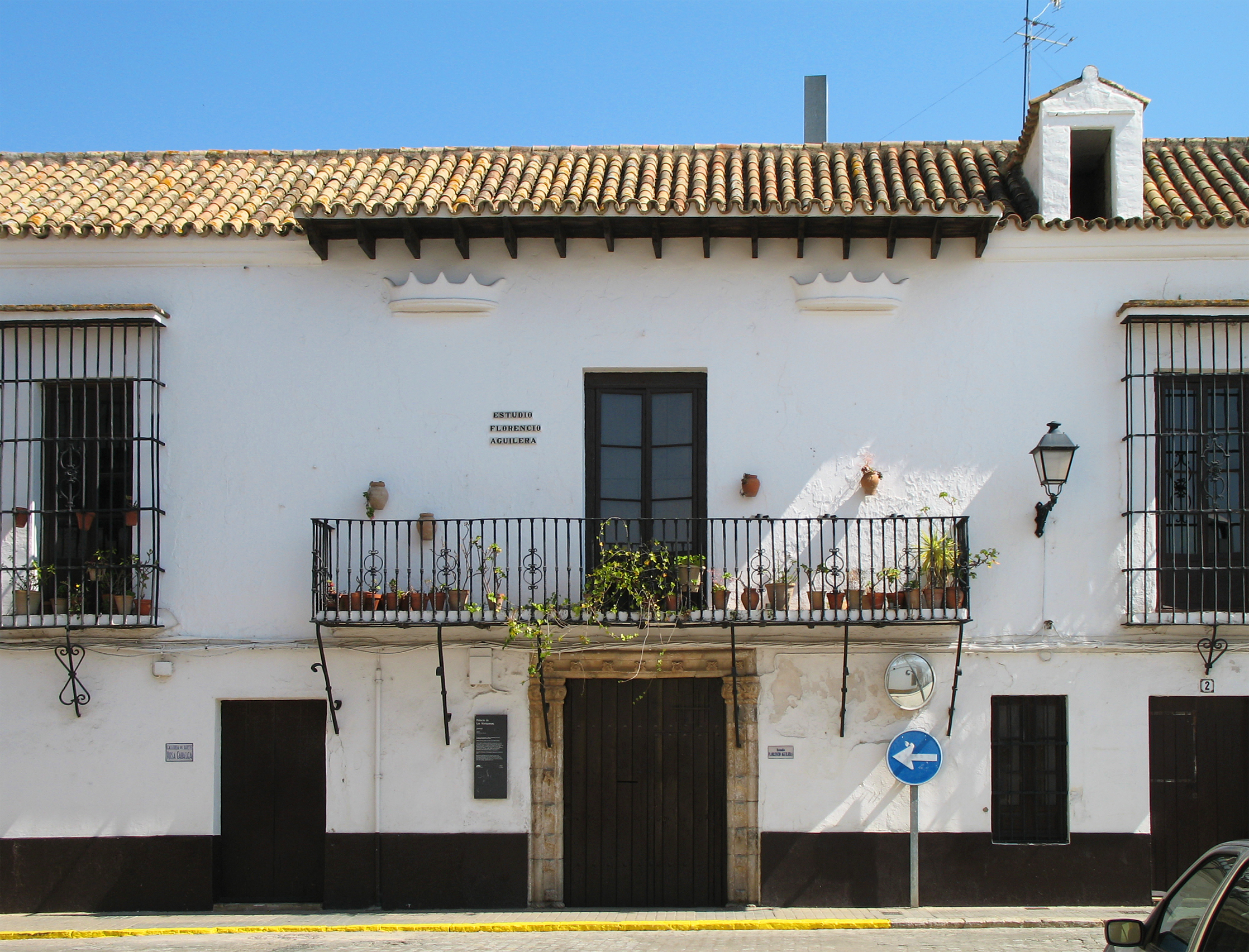
Palacio del Marqués de Ayamonte.

## Condes de Ayamonte
- Pedro de Zúñiga y Manrique de Lara (m. 1484),[4] VII señor consorte de Ayamonte, Lepe y La Redondela, I conde de Ayamonte jure uxoris,[4][a]  II conde de Bañares,[1] y IX señor de Gibraleón.[1] Era el hijo primogénito de Álvaro de Zúñiga y Guzmán, I duque de Béjar, y de Leonor Manrique de Lara.[4] Al fallecer antes que su padre, no le sucedió en el ducado.

Casó en 1454 con Teresa de Guzmán, (n. 1446) hija natural de Juan Alonso Pérez de Guzmán, I duque de Medina Sidonia, y de Elvira de Guzmán, hija de Álvar Pérez de Guzmán, X señor de Orgaz. La dote que su padre entregó a Teresa para su matrimonio incluía las villas de Lepe, Ayamonte y La Redondela. El hijo primogénito de este matrimonio fue Álvaro de Zúñiga y Pérez de Guzmán, II duque de Béjar, III conde de Bañares, señor y I marquesado de Gibraleón. El segundogénito le sucedió en el condado de Ayamonte:
- Francisco de Zúñiga y Pérez de Guzmán (m. 26 de marzo de 1525), II conde y I marqués de Ayamonte.[4]

Fue elevado a marquesado, por lo que el título de conde de Ayamonte quedó extinguido.

## Marqueses de Ayamonte
- Francisco de Zúñiga y Pérez de Guzmán (m. 26 de marzo de 1525), I marqués de Ayamonte, II conde de Ayamonte,[4] señor de Lepe y La Redondela.[1]

Contrajo matrimonio con Leonor Manrique de Castro, hija de Pedro Manrique de Lara y Sandoval, I duque de Nájera, y de su esposa Guiomar de Castro. Leonor testó en Sevilla el 20 de mayo de 1536. Sucedió su hija:
- Teresa de Zúñiga Guzmán y Manrique de Lara (c. 1502-25 de noviembre de 1565), II marquesa de Ayamonte,[8][9] III duquesa de Béjar, III duquesa de Plasencia, II marquesa de Gibraleón y IV condesa de Bañares.[9] En 31 de marzo de 1550, Teresa obtuvo licencia del rey Carlos I para que pudiera fundar mayorazgos de sus bienes libres en sus cuatro hijos.[10] Teresa testó en Sevilla el 10 de febrero de 1565, otorgó n primer codicilio en esa fecha y un segundo codicilio el 15 de noviembre de 1565.[11]

Casó con su sobrino, Francisco de Zúñiga y Sotomayor (m. 4 de noviembre de 1544), IV conde de Belalcázar y V vizconde de la Puebla de Alcocer. Nacieron ocho hijos de este matrimonio, entre ellos, Alonso y Francisco que sucedieron en el condado de Belalcázar, Álvaro, que fue el I marquesado de Villamanrique, y Antonio, quien sucedió en el marquesado de Ayamonte:
- Antonio de Zúñiga Guzmán y Sotomayor (1523-Milán, 20 de abril de 1583), III marqués de Ayamonte[9][12] gobernador y capitán general de Milán, donde falleció ejerciendo estos cargos,[14] y comendador de Castilnovo de la Orden de Alcántara.[9]

Casó con Ana Pacheco de Córdoba y de la Cerda, conocida también como Ana de Zúñiga o Ana Fernández de Córdoba, hija de Luis Fernández de Córdoba, II marqués de Comares, y de Francisca de Córdoba y de la Cerda, señora de Canillas. Le sucedió su hijo:
- Francisco de Guzmán y Sotomayor Zúñiga y Córdoba (m. 1604) IV marqués de Ayamonte[9]

Casó en 1586 con su sobrina, Ana Felicia de Zúñiga y Guzmán, también llamada Ana de Zúñiga y Sarmiento de la Cerda, hija de Francisco de Zúñiga y Sotomayor, IV duque de Béjar, y de su segunda esposa, Brianda Sarmiento de la Cerda. Sucedió su hijo:

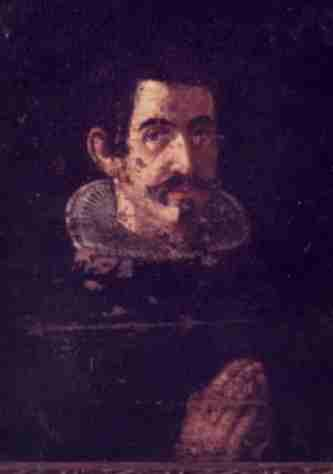
Francisco Antonio Silvestre de Guzmán y Sotomayor, V marqués de Ayamonte. Retrato atribuido a Francisco Pacheco (1564-1644), colección particular

- Francisco Antonio Silvestre de Guzmán y Sotomayor (Ayamonte, 1606-Segovia, 1648), V marqués de Ayamonte[15] Fue decapitado por su participación en la conspiración del duque de Medina Sidonia contra la Corona.[3]

Casó con su prima hermana, Brianda Leonor Ana de Guzmán y Zúñiga. Sucedió su hermana:
- Brianda de Zúñiga Sarmiento de la Cerda y Guzmán VI marquesa de Ayamonte[17]

Casó en primeras nupcias con su primo Rodrigo de Guzmán y Silva, I conde de Saltés y en segundas nupcias con Íñigo López de Mendoza, VI marqués de Mondéjar. Sin descendencia, sucedió:
- Manuel Luis de Guzmán Manrique de Zúñiga (m. 27 de marzo de 1693), VII marqués de Ayamonte[3][17] y IV marqués de Villamanrique,[18] hijo de Melchor de Guzmán y de Josefa Luisa Manrique de Zúñiga.

Casó el 5 de enero de 1650 con Ana Dávila y Osorio (m. 20 de julio de 1692), XI marquesa de Astorga, V marquesa de Velada
- Baltasar de Zúñiga y Guzmán (m. diciembre de 1727), VIII marqués de Ayamonte (por sentencia),[21][3] I duque de Arión,[22]  grande de España, IV marqués de Alenquer,[23] II marquesado de Valero, virrey de Navarra, de Cerdeña, gobernador y virrey de Nueva España, presidente del Consejo de Indias, sumiller de Corps y mayordomo mayor de la reina Luisa Isabel.[23] Hijo Juan Manuel López de Zúñiga y Mendoza (1620-1660), X conde de Belalcázar,[16] IX duque de Béjar, V duque de Mandas y Villanueva, IX duque de Plasencia, X marqués de Gibraleón, X conde de Bañares, XII vizconde de la Puebla de Alcocer, justicia mayor y alguacil mayor hereditario de Castilla,[16] y de Teresa Sarmiento de Silva y Fernández de Híjar, III marquesa de Alenquer,[21] Sin descendencia, sucedió:

- Melchor Francisco de Guzmán Osorio Dávila Manrique de Zúñiga, también llamado Melchor Álvarez Osorio Gómez Dávila y Guzmán Manrique de Zúñiga[24] (m. 15 de abril de 1710), IX marqués de Ayamonte,[3][25][b] VI marqués de Velada,[20] XII marqués de Astorga,[19] V marqués de Villamanrique, XIII conde de Trastámara, XIII conde de Santa Marta de Ortigueira, IV de San Román (antigua denominación), XIV conde de Nieva, V conde de Saltés, XX señor de Turienzo y de Villalobos, alférez mayor hereditario del Pendón de la Divisa del rey, caballero de Calatrava, etc. Era hijo de Ana Dávila y Osorio, XI marquesa de Astorga, y de su esposo Manuel Luis de Guzmán y Manrique de Zúñiga, IV marqués de Villamanrique.[25]

Casó en primeras nupcias el 18 de diciembre de 1677 con Antonia Basilisa Josefa de la Cerda y en segundas nupcias el 16 de enero de 1684 con María Ignacia Fernández de Córdoba-Figueroa. Le sucedió del segundo matrimonio su hija, que fue su heredera universal según su testamento otorgado el 22 de febrero de 1710:
- Ana Nicolasa de Guzmán Osorio Dávila y Manrique de Zúñiga (8 de julio de 1692[27]-Madrid, 11 de diciembre de 1762), X marquesa de Ayamonte,[3][25] IV duquesa de Atrisco,[28] VI condesa de Saltés,[25] XIII marquesa de Astorga,[19] VII marquesa de Velada,[20] etc.[25]

Casó el 13 de febrero de 1707 con Antonio Gaspar Osorio de Moscoso y Aragón (1689-3 de enero de 1725), XII conde de Monteagudo de Mendoza, VII marqués de Almazán, VIII conde de Altamira,  VIII marqués de Poza, VII conde de Lodosa, VII duque de Sanlúcar la Mayor, IV marqués de Leganés, III marqués de Morata de la Vega, IV marqués de Mairena, V conde de Arzarcóllar, V duque de Medina de las Torres, alcalde mayor de los hijosdalgos.  Sucedió su hijo:
- Ventura Antonio Osorio de Moscoso y Guzmán Dávila y Aragón (m. 29 de marzo de 1734), XI marqués de Ayamonte,[3][25] VI duque de Medina de las Torres,[33] VIII duque de Sanlúcar la Mayor,[31] V marqués de Leganés,[32] IX conde de Altamira,[30] VIII marqués de Almazán,[25] V marqués de Mairena,[25] V marqués de Monasterio,[25] IV marqués de Morata de la Vega,[25] IX marqués de Poza,[25] VI marqués de la Villa de San Román,[25] VII marqués de Villamanrique,[25] VI conde de Arzarcóllar,[25] VIII conde de Lodosa,[25] XIII conde de Monteagudo de Mendoza,[25] XVI conde de Nieva,[25] VII conde de Saltés[25] XV conde de Santa Marta,[25] XIV conde de Trastámara en sucesión de su abuelo materno,[25] VII señor y príncipe de Aracena[25] XIV guarda mayor del reino de Castilla, alcalde mayor de los hijosdalgos. No heredó el marquesado de Astorga por haber fallecido a los diecinueve años de edad en vida de su madre.[25]

Casó el 10 de diciembre de 1731 con Buenaventura Fernández de Córdoba y Cardona (m. 9 de abril de 1768), de quien sería su primer esposo, IX duquesa de Baena, X duquesa de Soma, XI duquesa de Sessa, XV condesa de Cabra, XV condesa de Palamós, XI condesa de Avelino, XI condesa de Trivento, XX vizcondesa de Iznájar, XXI baronesa de Bellpuig, XI baronesa de Calonge, XII baronesa de Liñola. Después de enviudar, Buenaventura contrajo un segundo matrimonio el 21 de septiembre de 1749 con José María de Guzmán y Guevara, VI marqués de Montealegre, XIII conde de Oñate, etc., viudo de María Feliche Fernández de Córdoba y Spínola, con quien había tenido dos hijos, Diego Ventura de Guzmán y Fernández de Córdoba, XIV conde de Oñate, y María de la Concepción de Guzmán Guevara y Fernández de Córdoba. Esta última casó con su hermanastro, hijo de Buenaventura Fernández de Córdoba y Cardona y su primer marido, Ventura Antonio Osorio de Moscoso y Guzmán Dávila y Aragón. Sucedió su hijo:
- Ventura Antonio Osorio de Moscoso y Fernández de Córdoba (15 de diciembre de 1733-6 de enero de 1776),[40] XII marqués de Ayamonte,[3][39] V duque de Atrisco,[28] X duque de Baena,[35] VII duque de Medina de las Torres,[41] IX duque de Sanlúcar la Mayor,[33] XI duque de Soma,[36] XII duque de Sessa,[34] XIV marqués de Astorga,[19] VI marqués de Leganés,[32] VIII marqués de Velada,[20] X conde de Altamira,[30] XVI conde de Cabra,[38] once veces grande de España, IX marqués de Almazán,[39] VI marqués de Mairena,[39] VI marqués de Monasterio,[39] V marqués de Morata de la Vega,[39] X marqués de Poza,[39] VII marqués de la Villa de San Román,[39] VIII marqués de Villamanrique,[39] VII conde de Arzarcóllar,[39] XII conde de Avelino,[39] IX conde de Lodosa,[39] XIV conde de Monteagudo de Mendoza,[39] XVII conde de Nieva,[39] XI conde de Oliveto,[39] XVI conde de Palamós,[39] VIII conde de Saltés,[39] XVI conde de Santa Marta de Ortigueira,[39] XV conde de Trastámara,[39] XII conde de Trivento,[39] XXI vizconde de Iznájar,[39] XXII barón de Bellpuig, XII barón de Calonge,[39] XIII barón de Liñola,[39] XXII señor de Turienzo, XVII señor de Villalobos, gentilhombre de cámara con ejercicio, XV alférez mayor hereditario del Pendón de la Divisa del rey, y caballerizo mayor del príncipe de Asturias.[39]

Contrajo matrimonio el 21 de septiembre de 1749 con su hermanastra, María Concepción de Guzmán y de la Cerda (m. 7 de octubre de 1803).. Le sucedió su único hijo:

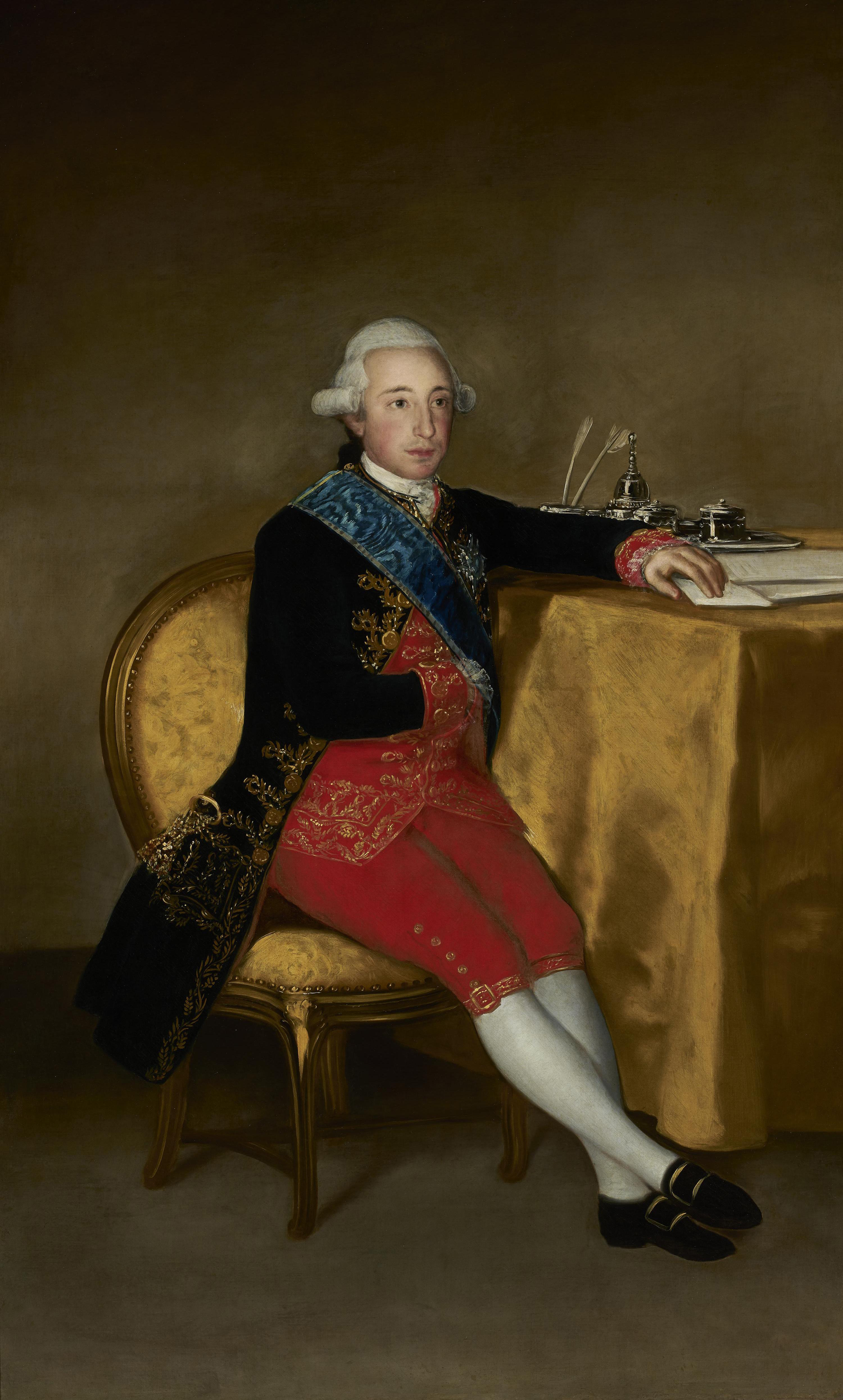
Vicente Joaquín Osorio de Moscoso por Francisco de Goya en 1787 (Colección del Banco de España)

- Vicente Joaquín Osorio de Moscoso  (Madrid, 17 de enero de 1756-26 de agosto de 1816),[42] XIII marqués de Ayamonte,[39][3] VI duque de Atrisco,[28] XI duque de Baena,[35] XV duque de Maqueda,[43] VIII duque de Medina de las Torres,[41] X duque de Sanlúcar la Mayor,[33] XII duque de Soma,[36]  XIII duque de Sessa,[34] XV marqués de Astorga,[19] VII marqués de Leganés,[32] IX marqués de Velada,[20] XI conde de Altamira,[30] XVII conde de Cabra,[34] X marqués de Almazán,[39] XVII marqués de Elche,[39] VII marqués de Mairena,[39] VII marqués de Monasterio,[39] VI marqués de Morata de la Vega,[39] XI marqués de Poza,[39] VIII marqués de la Villa de San Román,[39] IX marqués de Villamanrique,[39] VIII conde de Arzarcóllar,[39],XIII conde de Avelino,[39] X conde de Lodosa,[39] XV conde de Monteagudo de Mendoza,[39] XVIII conde de Nieva,[39] XII conde de Oliveto,[39] XVII conde de Palamós,[39] IX conde de Saltes,[39] XVII conde de Santa Marta de Ortigueira,[39] XVI conde de Trastámara,[39] XIII conde de Trivento,[39] XXIII barón de Bellpuig, XIII barón de Calonge, XIV barón de Liñola, XXIII señor de Turienzo, XVIII señor de Villalobos, guarda mayor hereditario del reino de Castilla, XVI alférez mayor hereditario del Pendón de la Divisa del rey, caballero de la Orden del Toisón de Oro, gran cruz de la Orden de Carlos III y gentilhombre de cámara con ejercicio.

Casó en primeras nupcias el 3 de abril de 1774 con María Ignacia Álvarez de Toledo y Gonzaga, hija de Antonio Álvarez de Toledo Osorio Pérez de Guzmán el Bueno y su segunda esposa, María Antonia Gonzaga,  marqueses de Villafranca del Bierzo, y en segundas, siendo su segundo esposo, con María Magdalena Fernández de Córdoba y Ponce de León, hija de los marqueses de Puebla de los Infantes. Le sucedió el segundogénito de su primer matrimonio:

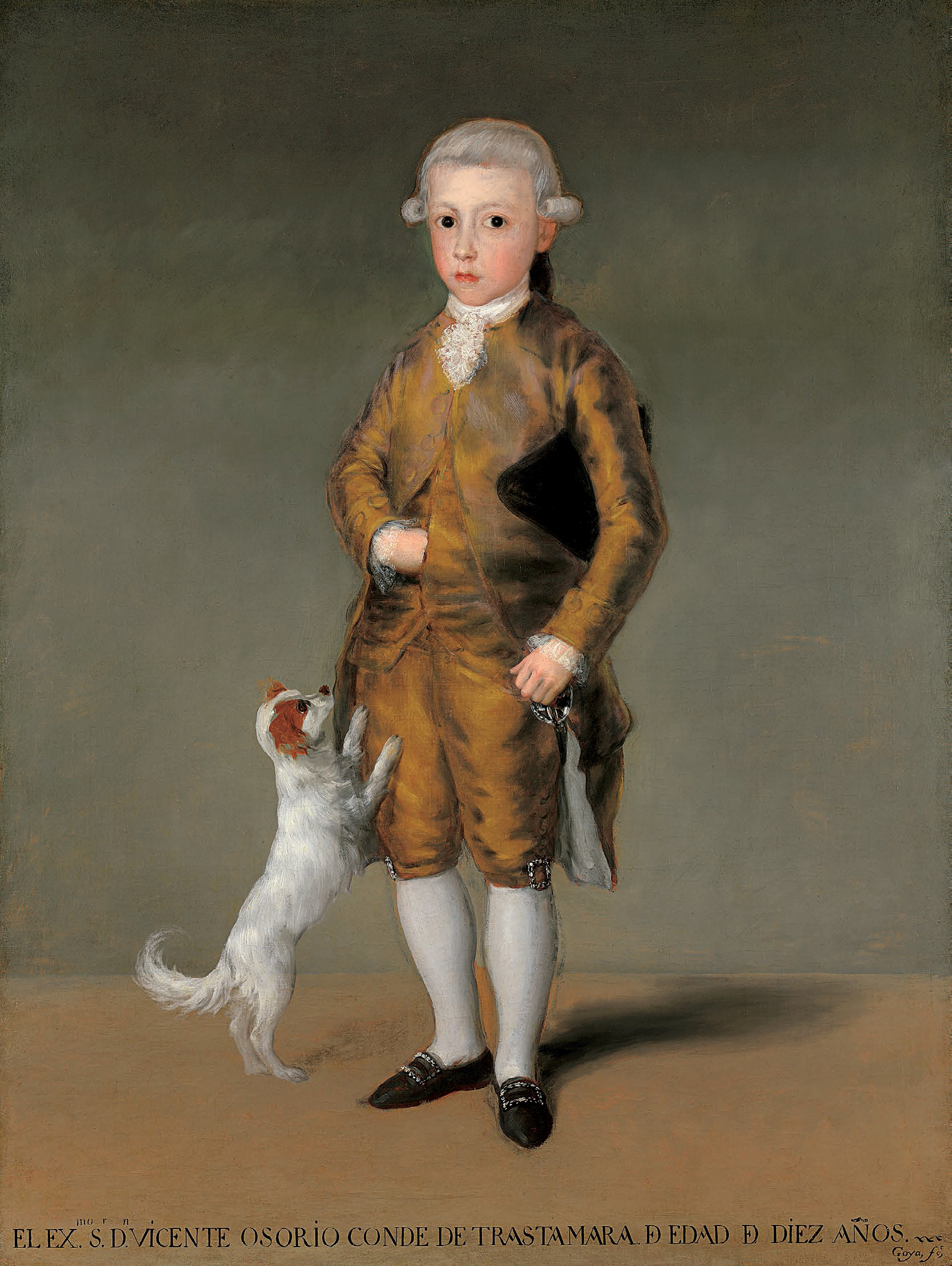
Vicente Isabel Osorio de Moscoso, conde de Trastámara de niño, por Francisco de Goya. Hacia 1786-1787.

- Vicente Ferrer Isabel Osorio de Moscoso y Álvarez de Toledo (Madrid, 19 de noviembre de 1777-31 de agosto de 1837), XIV marqués de Ayamonte,[3][44] VII duque de Atrisco,[28] XII duque de Baena,[35] XVI duque de Maqueda,[43] IX duque de Medina de las Torres,[41] XI duque de Sanlúcar la Mayor,[33] XIII duque de Soma,[36] XIV duque de Sessa,[34] XVI marqués de Astorga,[19] VIII marqués de Leganés,[32] X marqués de Velada,[20] XII conde de Altamira,[30] XVIII conde de Cabra,[38] XI marqués de Almazán,[44] VIII marqués de Mairena,[44] VIII marqués de Monasterio,[44] VII marqués de Morata de la Vega,[44] XII marqués de Poza,[44] IX marqués de la Villa de San Román,[44] X marqués de Villamanrique,[44] IX conde de Arzarcóllar,[44] XV conde de Avelino,[44] XI conde de Lodosa,[44] XVI conde de Monteagudo de Mendoza,[44] XIX conde de Nieva,[44] XIV conde de Oliveto, XVIII conde de Palamós,[44] X conde de Saltés,[44] XVIII conde de Santa Marta de Ortigueira,[44] XVIII conde de Trastámara,[44] XV conde de Trivento,[44] XXIII vizconde de Iznájar,[44] XXIV barón de Bellpuig,[44] XIV barón de Calonge,[44] XV barón de Liñola,[44] X señor y príncipe de Aracena XXIV señor de Turienzo y XIX señor de Villalobos, gentilhombre de cámara con ejercicio, XV alférez mayor hereditario del Pendón de la Divisa del rey y caballerizo mayor del príncipe de Asturias.[44]

Casó en primeras nupcias, el 12 de febrero de 1798, con María del Carmen Ponce de León y Carvajal, VIII marquesa del Águila, V condesa de Garcíez, hija de Antonio María Ponce de León Dávila y Carrillo de Albornoz, III duque de Montemar, VIII marqués de Castromonte, dos veces grande de España, VII marqués del Águila, V conde de Valhermoso, IV conde de Garcíez, y de María del Buen Consejo Carvajal y Gonzaga, hija de Manuel Bernardino de Carvajal y Zúñiga, VI duque de Abrantes, V duque de Linares, etc. Contrajo un segundo matrimonio el 14 de febrero de 1834 con María Manuela de Yanguas y Frías. Le sucedió su hijo del primer matrimonio:
- Vicente Pío Osorio de Moscoso (Madrid, 1 de agosto de 1801-22 de febrero de 1864), XV marqués de Ayamonte,[44][3] VIII duque de Atrisco,[28] XIII duque de Baena,[35] X duque de Medina de las Torres,[41] X duque de Montemar,[45] XII duque de Sanlúcar la Mayor,[33] XIV duque de Soma,[36] XV duque de Sessa,[34] XVII marqués de Astorga,[19] IX marqués de Castromonte,[47] IX marqués de Leganés,[32] XVII duque de Maqueda,[48] XI marqués de Velada,[20] XIII conde de Altamira,[30] XIX conde de Cabra,[38] catorce veces grande de España, XII marqués de Águila,[44] XII marqués de Almazán,[44] XIX marqués de Elche,[44] IX marqués de Mairena,[44] IX marqués de Monasterio,[44] XIII marqués de Montemayor,[44] VIII marqués de Morata de la Vega,[44] XIII marqués de Poza,[44] X marqués de la Villa de San Román,[44] XI marqués de Villamanrique,[44] X conde de Arzarcóllar,[44] XV conde de Avelino,[44] VI conde de Garcíez,[44] XII conde de Lodosa,[44] XVII conde de Monteagudo de Mendoza,[44] XX conde de Nieva,[44] XIV conde de Oliveto,[44] XVI conde de Palamós,[44] XI conde de Saltés,[44] XIX conde de Santa Marta de Ortigueira,[44] XIX conde de Trastámara,[44] XV conde de Trivento,[44] V conde de Valhermoso,[44] XXIV vizconde de Iznájar,[44] XXV barón de Bellpuig,[44] XV barón de Calonge,[44] XVI barón de Liñola,[44] X señor y príncipe de Aracena, XXV y último señor de Turienzo y XX y último señor de Villalobos, XVIII alférez mayor hereditario del pendón de la divisa del rey, comendador mayor de la Orden de Alcántara, caballero de la Orden de Carlos III, sumiller de corps del rey, gran canciller del consejo de Hacienda, presidente del real cuerpo de nobleza de Madrid[44] y senador por la provincia de León (1843-1845) y vitalicio (1845-1850).[49]

Casó en 1821, en Madrid, con María Luisa de Carvajal Vargas y Queralt, hija de José Miguel de Carvajal y Vargas, II duque de San Carlos, VI conde de Castillejo, IX conde del Puerto y de su segunda mujer María Eulalia de Queralt y de Silva, hija de Juan Bautista de Queralt, de Silva y de Pinós, VII marqués de Santa Coloma y de María Luisa de Silva VII marquesa de Gramosa y XV condesa de Cifuentes. Le sucedió su hijo:
- José María Osorio de Moscoso y Carvajal (12 de abril de 1828, Madrid-Córdoba, 4 de noviembre de 1881), XVI marqués de Ayamonte,[3][c] XVIII duque de Maqueda,[51] XVI duque de Sessa,[34], XVIII marqués de Astorga,[19] XIV conde de Altamira,[30] XX conde de Cabra,[38] VI duque de Montemar,[52]  XIII marqués del Águila,[52] IX de Morata de la Vega, XII marqués de la Villa de San Román,[52] XX conde de Trastámara,[52] XXVI barón de Bellpuig,[52] XVII barón de Liñola,[52] caballero de la Orden del Toisón de Oro, caballero de la Orden de Alcántara (30 de marzo de 1844),[52] caballero de la Orden de San Juan y maestrante de Zaragoza.[52]

Casó el 10 de febrero de 1847, en el Palacio Real de Madrid, con Luisa Teresa de Borbón, infanta de España. Fueron padres de: Francisco de Asís (1847-1926), XIX duque de Maqueda, XVII duque de Sessa, XV conde de Altamira, conde de Trastámara, etc., casado con María del Pilar Jordán de Urriés y Ruiz de Arana;  Luis María; y María Cristina Osorio de Moscoso y Borbón, duquesa de Atrisco, X marquesa de Leganés, IX marquesa de Morata de la Vega. En el condado de Cabra y marquesado de Ayamonte le sucedió:
- Luis María Osorio de Moscoso y Borbón (Madrid, 10 de febrero de 1849-19 de abril de 1924), XVII marqués de Ayamonte,[3] XXI conde de Cabra,[38] y senador por derecho propio.[53]

Casó el 19 de noviembre de 1883 con Mathilde Jeanne Dorothée Boonen van der Sander. Sin descendencia, le sucedió su sobrino, hijo de su hermano Francisco de Asís y de su esposa María del Pilar Jordán de Urriés y Ruiz de Arana:
- Francisco de Asís Osorio de Moscoso y Jordán de Urriés (Madrid, 4 de diciembre de 1874-5 de abril de 1952),[53] XVIII marqués de Ayamonte,[54][53] XXII conde de Cabra,[54] XVIII duque de Sessa,[34] XVI conde de Altamira,[30] XX duque de Maqueda,[51] XIX marqués de Astorga,[19] XXII conde de Trastámara,[53] XV marqués del Águila,[53] maestrante de Zaragoza, senador y gentilhombre de cámara del rey Alfonso XIII.[53]

Casó en primeras nupcias el 8 de diciembre de 1897 con María Dolores de Reynoso y Queralt. Contrajo un segundo matrimonio el 12 de octubre de 1909 con María Dolores de Taramona y Díaz de Entresotos. De su primer matrimonio nacieron dos hijas, María del Perpetuo Socorro y María de la Soledad, y dos hijos, Gerardo y Francisco Javier y del segundo matrimonio un hijo, Ramón. Los tres varones fueron fusilados en Paracuellos en 1936. En 1926 cedió los títulos del condado de Cabra y del marquesado de Ayamonte a su hijo del segundo matrimonio:
- Ramón Osorio de Moscoso y Taramona (Santurce, 8 de octubre de 1910-Matanzas de Paracuellos, 8 de noviembre de 1936), XIX marqués de Ayamonte,[53] XXIII conde de Cabra,[38][56]  Sucedió su media hermana:

- María del Perpetuo Socorro Osorio de Moscoso y Reynoso (Madrid, 30 de junio de 1899-Ávila, 20 de octubre de 1980),[57] XX marquesa de Ayamonte,[58] XXI duquesa de Maqueda,[51] XIX duquesa de Sessa,[34] XX marquesa de Astorga, XVIII condesa de Altamira, XXV condesa de Cabra,[58] III duquesa de Santángelo, XVI marquesa de Águila, XXI marquesa de Elche, XI marquesa de Pico de Velasco de Agustina, XIII marquesa de la Villa de San Román, XIII condesa de Fuenclara, XIII condesa de Lodosa,[59]  XXIII condesa de Priego, XXIV condesa de Trastámara.[57] Después de enviudar, profesó como carmelita descalza y falleció en el convento de la Encarnación en Ávila.

Casó el 15 de enero de 1917, en Madrid, con Leopoldo Barón y Torres (1890-1952) abogado y caballero de la Orden de Calatrava. Sucedió su hijo en 1954:
- Fernando Barón y Osorio de Moscoso (Madrid, 3 de noviembre de 1923-1988), XXI marqués de Ayamonte,[3] XXIV conde de Cabra.[60]

Sin descendencia, sucedió, por sentencia:
- María del Pilar Paloma de Casanova-Cárdenas y Barón, XXII marquesa de Ayamonte,[61][3] XXIV duquesa de Maqueda, XXI marquesa de Távara,[62] XXII marquesa de Astorga, XXIII marquesa de Elche, marquesa de la Villa de San Román, XXVI condesa de Cabra, XXVI vizcondesa de Iznájar, condesa de Monteagudo de Mendoza y condesa de Valhermoso, baronesa de Liñola, grande de España.

Casó en 1975 con Francisco José López-Becerra de Solé y Martín de Vargas, señor de Tejada, señor de Valdeosera, abogado, poseedor, entre otras distinciones, de la encomienda de Real Orden de Isabel la Católica, la Cruz con Distintivo Blanco de las Cruces del Mérito Militar, la encomienda de la Orden del Mérito Civil, de las Real Academia de Córdoba y de la Real Academia de Zaragoza y académico de número de la Academia Andaluza de la Historia.